# Stracena fuscivena
Stracena fuscivena är en fjärilsart som beskrevs av Swinhoe 1903. Stracena fuscivena ingår i släktet Stracena och familjen tofsspinnare. Inga underarter finns listade i Catalogue of Life.